# 바른말 고운말 (라디오 프로그램)
바른말 고운말은 KBS 1라디오(전국, 수도권 기준 FM 97.3MHz, AM 711kHz)에서 생방송은 매일 아침 6시 56분부터 아침 6시 58분까지, KBS 3라디오(수도권 FM 104.9MHz, AM 1134kHz)에서 본방송은 매일 아침 8시 55분부터 아침 8시 57분까지, 재방송은 매일 오후 4시 55분부터 오후 4시 57분까지 방송하는 한국어 소개 및 교정 프로그램이다. 2019년 9월 이전까지는 다시듣기가 가능했으나, 9월부터 다시듣기가 중단됐다가, 2020년 8월 31일부터 다시듣기가 재개되었다.

## 역대 진행자
- 박경희 前 아나운서 (1999년 4월 26일 ~ 2012년 12월 31일)
- 이규원 前 아나운서 (2013년 1월 1일 ~ 2013년 4월 7일)
- 성기영 아나운서 (2013년 4월 8일 ~ 2014년 12월 31일)
- 유애리 前 아나운서 (2015년 1월 1일 ~ 2016년 10월 31일)
- 임수민 아나운서 (2016년 11월 1일 ~ 2017년 8월 20일 / 2017년 9월 11일 ~ 2019년 2월 28일)
- 유지철 아나운서 (2017년 8월 21일 ~ 2017년 9월 3일)
- 이선영 아나운서 (2017년 9월 4일 ~ 2017년 9월 10일)
- 이규봉 아나운서 (2019년 3월 1일 ~ 2021년 4월 18일)
- 변우영 아나운서 (2021년 4월 19일 ~ 2025년 4월 20일)
- 국혜정 아나운서 (2025년 4월 21일 ~ 현재)

## 같이 보기
- KBS
- KBS 제1라디오
- KBS 제3라디오